# Antona mutabilis
Antona mutabilis är en fjärilsart som beskrevs av Felix Bryk 1953. Antona mutabilis ingår i släktet Antona och familjen björnspinnare. Inga underarter finns listade i Catalogue of Life.